# Williams College

Logo de Williams College

Williams College es una universidad privada de artes liberales situada en Williamstown, Massachusetts, Estados Unidos. Fue establecida en 1793 con fondos de la finca de Efraín Williams. Originalmente era una universidad exclusiva de hombres pero  en  1970 Williams paso a ser  mixta. Por unos años, las fraternidades se eliminaron, a partir de 1962. Williams forma parte de las históricas "Little Three" las tres universidades pequeñas, junto con la Universidad de Wesleyan y el rival Amherst College.
Hay tres divisiones académicas del plan de estudios (humanidades, ciencias y ciencias sociales),  24 departamentos, 33 mayores, y dos programas de maestría en historia del arte y economía del desarrollo. Hay 315 miembros con la facultad de voto, con una relación estudiante-facultad de 7:1. En 2009, la universidad tuvo una matrícula de 2.124 estudiantes de pregrado y 49 estudiantes de posgrado.
El año académico sigue un programa 4-1-4 de dos semestres de cuatro cursos más uno de "estudio de invierno", que termina en enero. También tiene un programa de investigación de verano consistente en cerca de 200 estudiantes.

## Historia

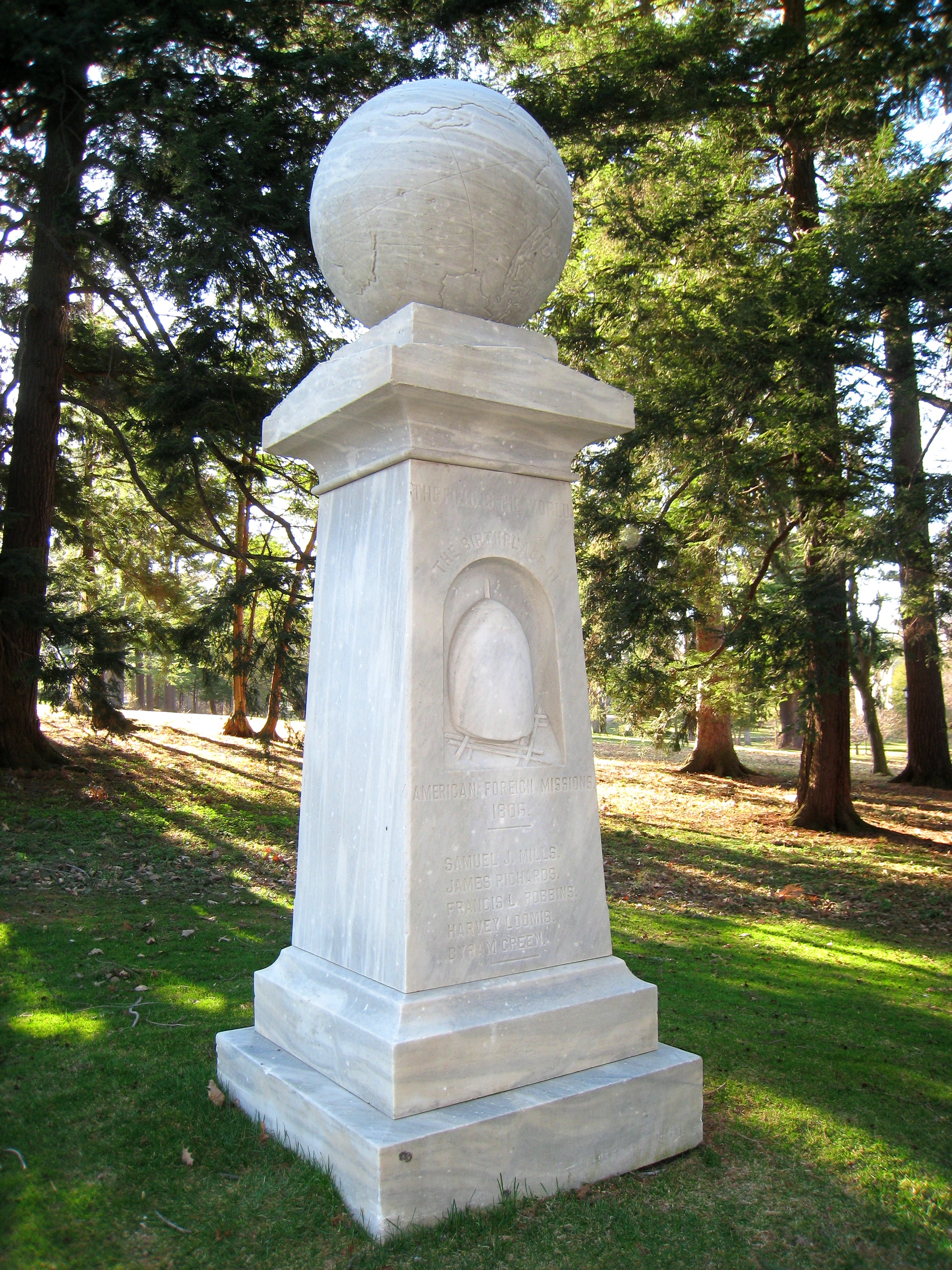
Monumento Haystack en el campus de la universidad.

El coronel Efraín Williams fue un oficial del ejército de Massachusetts y un miembro de una prominente familia de terratenientes. Su testamento incluía una donación para apoyar y mantener una escuela libre que se estableció en la ciudad de West Hoosac, Massachusetts, a condición de que la ciudad cambiara su nombre por el de Williamstown. Williams fue muerto en la batalla del lago George el 8 de septiembre de 1755.
Después de la Rebelión de Shays, la Escuela Libre de Williamstown se abrió con 15 estudiantes el 26 de octubre de 1791. El primer presidente fue Ebenezer Fitch. No mucho tiempo después de su fundación, los administradores de la escuela solicitaron a la legislatura de Massachusetts convertir la universidad de gratuita a poder recibir pagos por medio de una cuota. Los legisladores estuvieron de acuerdo y el 22 de junio de 1793, el Williams College fue autorizado formalmente. Fue la segunda universidad que se fundó en Massachusetts.
En 1806, una reunión de oración estudiantil dio origen al Movimiento de la Misión de Relaciones Exteriores de América. En agosto de ese año, cinco estudiantes se reunían en el bosque de arce de la Pradera de Sloan a orar. Una tormenta les llevó a la sombra de un pajar, y el fervor de la reunión siguiente los inspiró a llevar el Evangelio en el extranjero. Los estudiantes empezaron a construir la American Board of Commissioners for Foreign Missions (Junta Americana de Comisionados para las Misiones Extranjeras), la primera organización estadounidense de enviar misioneros en el extranjero. El Monumento Haystack cerca de Mission Park en el Campus de Williams conmemora la histórica "Haystack Prayer Meeting" ("reunión de oración en el pajar").
En 1815, Williams tenía sólo dos edificios y 58 estudiantes y tenía problemas financieros, por lo que la junta votó para trasladar la universidad de Amherst, Massachusetts. En 1821, el presidente de la universidad, Zephaniah Swift Moore, que había aceptado su posición de creer que la universidad sería hacia el este, decidió seguir adelante con el movimiento. Tomó 15 estudiantes con él, y volvió a fundar la universidad bajo el nombre de Amherst College. Algunos estudiantes y profesores decidieron quedarse en Williams y se les permitió conservar la tierra, que estaba en el período de tiempo relativamente inútil. Según la leyenda, Moore también tomó partes de la biblioteca de la universidad de Williams. Aunque plausible, la transferencia de los libros no está demostrada. Moore murió dos años más tarde después de la fundación de Amherst, y fue sucedido por Hernán Humphrey, miembro del consejo de la universidad de Williams. Edward Dorr Griffin fue nombrado Presidente de Williams y se le acredita con el ahorro de Williams durante sus 15 años en el cargo.
Un estudiante de Williams, Leonard Gardner Cottrell, diseñó los trajes que él y sus compañeros llevaban a la graduación en 1887. Siete años más tarde se informó a la Comisión Intercolegial de traje académico, que se reunió en la Universidad de Columbia, y se estableció el actual sistema estadounidense de traje académico. Una de las razones por la que los trajes se adoptaron en el siglo XIX era para eliminar las diferencias en la ropa entre estudiantes ricos y pobres.
Durante la Segunda Guerra Mundial, la universidad de Williams fue uno de los 131 colegios y universidades a nivel nacional que participó en el V-12 Programa de Entrenamiento de Marina, mediante un acceso que ofrecía la universidad a los estudiantes a una comisión de la Armada de los Estados Unidos.

### Construcción y expansión
En la última década, la construcción ha cambiado el aspecto de la universidad. La adición del Centro de Ciencias de $38 millones de dólares unificado para el campus en 2001, estableció un tono de estilo y la amplitud de las renovaciones y adiciones a los edificios del campus en el siglo XXI. Este edificio unifica los espacios de laboratorio, antes separados de física, química, biología y los departamentos. Además, es sede de la Biblioteca Schow de Ciencias, destaca por sus materiales unificados de la ciencia y la arquitectura de las explotaciones. Cuenta con techos abovedados y un atrio con ventanales en los laboratorios en el segundo hasta el cuarto piso del centro de la ciencia.

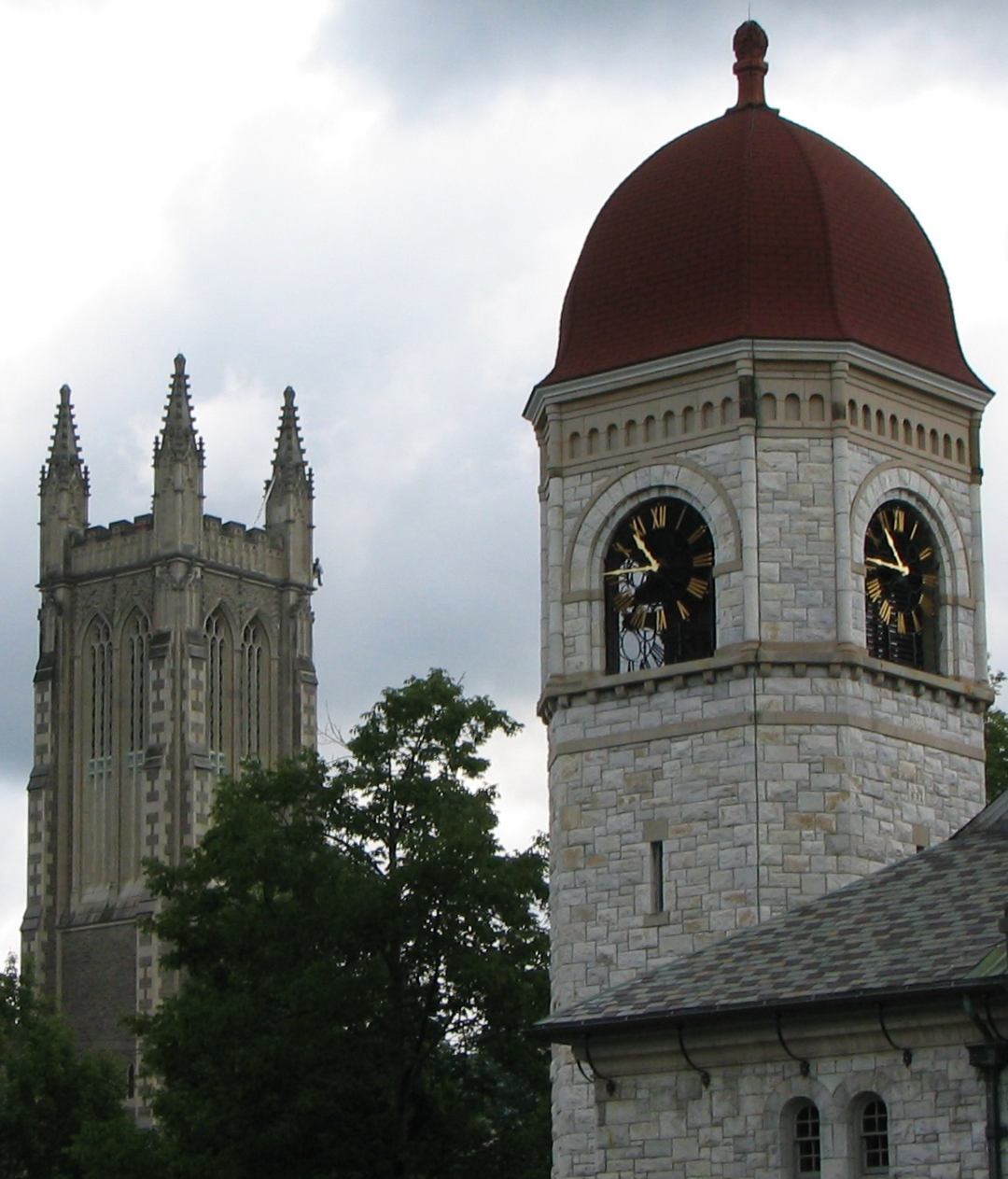
Capilla de Thompson y los campanarios Lasell Gymn.

En 2003, Williams comenzó el primero de tres proyectos de construcción masivos. Los $60 millones de dólares para el Centro de Teatro y Danza fue el primer proyecto que se completó con éxito en la primavera de 2005. El centro de estudiantes de $44 millones de dólares, llamado Paresky Center, abrió sus puertas en febrero de 2007.
La construcción ya ha comenzado en el tercer proyecto, llamado el proyecto de Stetson-Sawyer, pero la incertidumbre económica ha llevado a demorarlo. Fideicomisarios de la universidad se mostraron reacios en el proyecto Stetson-Sawyer y volvieron a la idea de renovar a Sawyer en su ubicación actual, una idea que resultó no ser rentable. Subsiguieron las llamadas a un proyecto de dos nuevos edificios académicos, la eliminación de la Biblioteca Sawyer de su ubicación actual, y la construcción de una nueva biblioteca en la parte trasera de una renovada Sala de Stetson. Los edificios académicos, llamados temporalmente Edificio Académico Norte y la creación del Académico Sur, se terminaron en el otoño de 2008. En la primavera de 2009, el Edificio Académico Sur pasó a llamarse Sala de Schapiro en honor del expresidente de la institución Morton O. Schapiro. En la primavera de 2010 el edificio cambió nuevamente su nombre y pasó a llamarse Hall Académico Holandés Norte.
Después de varios años de planificación, la universidad decidió agrupar a los estudiantes que comienzan con la clase de 2010 en cuatro grupos geográficamente coherentes, o "barrios".  Desde el otoño de 2006, los alumnos de primer de año se han alojado en el Sage Hall, Williams Hall y Mission Park, mientras que los de posgrado de primer año en los dormitorios universitarios del Este, Lehman Hall, Fayerweather, y Morgan, unidos a los edificios de viviendas que quedan en la vivienda de clase alta. Los votos de los estudiantes dieron los nombres de los cuatro "barrios" seleccionados:  "Currier", "Wood", "Spencer" y "Dodd" por mayoría simple. Los ingresantes de primer año viven en grupos de aproximadamente 20, junto con dos asesores de menores. El pase de estudiantes a segundo año, los jóvenes y adultos mayores tienen la oportunidad de cambiar los barrios cada primavera si así lo desean. El sistema es un intento de integrar a todos los estudiantes con más éxito que antes, los estudiantes mezclados que representan una variedad de intereses y grupos étnicos, así como la intención para fomentar la interacción estudiante-profesor y la descentralización de la planificación de eventos. Durante la primavera de 2009, en un semestre, un comité formado para evaluar el sistema de vecindario, realizó y publicó un informe sobre esta situación en el otoño siguiente.

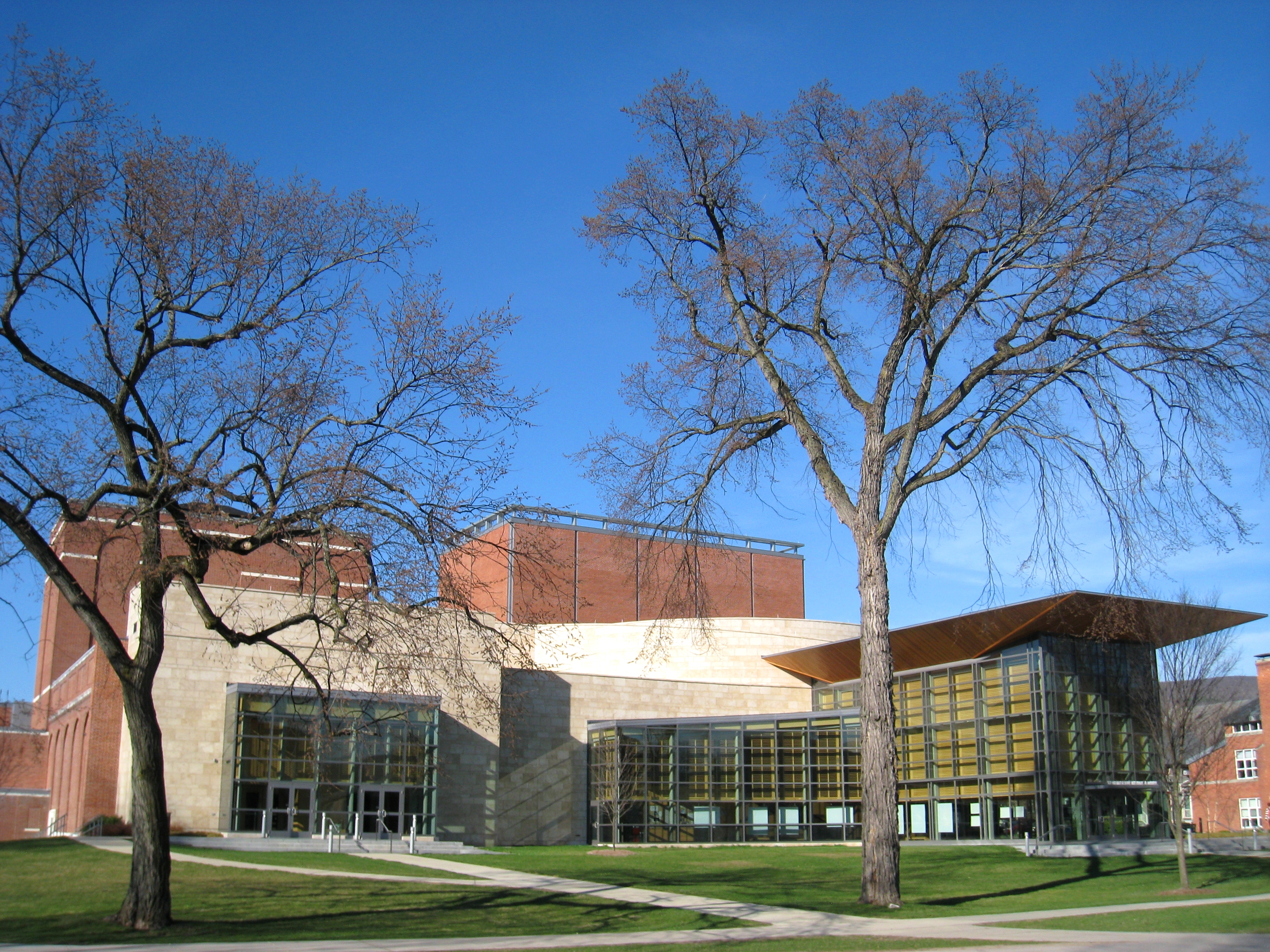
Centro de Teatro y Danza en el Williams College.

Williams terminó recientemente una de las mayores campañas de capital jamás emprendidas por una universidad de artes liberales, con el objetivo de recaudar $400 millones de dólares para septiembre de 2008. El colegio llegó a los $400 millones a finales de junio de 2007, un año y medio antes de lo previsto. Al cierre de la campaña, $ 500,2 millones se habían recaudado.
A partir del año escolar 2008-2009, la universidad eliminó los préstamos estudiantiles de todos los paquetes de ayuda financiera a favor de las subvenciones. La universidad fue la cuarta institución en los Estados Unidos para hacerlo, después de la Universidad de Princeton, el Amherst College, y Davidson College. Sin embargo, en febrero de 2010, el Colegio anunció que iba a volver a introducir los préstamos a sus paquetes de ayuda financiera a partir de la Clase de 2015 debido a la situación al cambio de situación financiera.
En enero de 2007 la junta votó unánimemente para reducir las emisiones de CO2 de la universidad 10% por debajo de los niveles de 1990 para el año 2020, es decir un 50% por debajo de los niveles de 2006. Para cumplir con estos objetivos, la universidad creó el Centro de Iniciativas Ambientales Zilkha y ha emprendido una auditoría en energía y la eficiencia durante el transcurso del tiempo. Williams recibió una "A-" en el Reporte de Sostenibilidad 2010 la universidad, después de una calificación "B+" en las de 2008 y 2009.
En diciembre de 2008, el presidente de Morton O. Schapiro anunció su salida de la universidad para convertirse en presidente de la Universidad de Northwestern.
El 28 de septiembre de 2009, el comité de búsqueda presidencial anunció el nombramiento de Adam F. Falk como el presidente número 17 de Williams College. Falk, decano de la Facultad Zanvyl Krieger de las Artes y las Ciencias de la Universidad Johns Hopkins, comenzó su mandato el 1 de abril de 2010. El Decano de la Facultad, William Wagner, asumió el cargo de presidente interino al inicio en junio de 2009, y continuó en ese cargo hasta que el presidente electo Falk asumió el cargo.

## Académicas
Williams es una pequeña universidad de cuatro años en artes liberales,  acreditada por la Asociación de Nueva Inglaterra de Escuelas y Colegios.
Hay tres divisiones académicas del plan de estudios (humanidades, ciencias y ciencias sociales), 24 departamentos, 33 mayores, y los programas de dos maestrías en historia del arte y economía del desarrollo. Los estudiantes también pueden concentrarse en 12 áreas académicas adicionales (por ejemplo, estudios del medio ambiente). El año académico sigue un programa 4-1-4 de dos semestres de cuatro cursos más uno de un supuesto "estudio de invierno", al término en enero. Durante el período de estudio de invierno, los alumnos estudian varios cursos fuera del currículo típico durante 3 semanas. Los estudiantes suelen tomar este curso en un pase / suspenso. Las ofertas de cursos anteriores han incluido: la patrulla de esquí, aprender a jugar ajedrez, Contabilidad, dentro las deliberaciones del jurado, y crear una vida: dar forma a su vida normal después Williams, entre muchos otros. Los estudiantes de Williams a menudo toman el término estudio de invierno para estudiar en el extranjero o trabajar en proyectos de investigación intensiva.
Williams concedió 510 títulos de licenciatura de grado y 35 de maestría en 2008. El costo de la matrícula y las cuotas para el período 2010-2011 era de $52.340 dólares, y el 53% de los estudiantes ayuda financiera basada en la necesidad, con un promedio de $46.006 dólares.
Williams patrocina el programa de Williams-Mystic en Mystic Seaport, el Programa de Williams-Exeter en el Exeter College de la Universidad de Oxford, y Williams en África.

### Selectividad
Para la Clase de 2028, la tasa de aceptación fue del 7,5%, y el promedio de los puntajes del SAT de los estudiantes admitidos fue 738 en lectura crítica y 774 en matemáticas. Los diez estados mayormente representados por estudiantes son Nueva York, California, Massachusetts, Nueva Jersey, Florida, Illinois, Connecticut, Texas, Pensilvania y Maryland, en ese orden.
Williams se clasifica como la "más selectiva" de los Estados Unidos por el U.S. News & World Report y la "más selectiva" de la Fundación Carnegie para el Progreso de la Enseñanza.

### Clasificación
En 2010, 2011, 2012, 2014 y 2015 la revista Forbes ha clasificado a la universidad de Williams como la mejor institución universitaria en los Estados Unidos, por delante de Amherst, Swarthmore College, y cada "Ivy League" universitaria. Williams fue clasificado en primer lugar en U.S. News & World Report Informe Mundial 2011 sobre la lista de las mejores universidades de artes liberales de la nación. Williams ocupó el puesto número 7 en el ranking 2010 Washington Monthly, que se centran en los principales resultados académicos como la investigación, las becas científicas ganadas en ciencias naturales y sociales y el número de B.A. graduados que obtienen Doctorados en Filosofía (Ph.Ds.). La encuesta también mide las contribuciones a los servicios públicos. Williams ocupó el quinto lugar, después de Harvard, Yale, Princeton y Stanford, en una encuesta de 2004 del Wall Street Journal "de las universidades especializadas" en las 15 primeras de negocios, derecho, y escuelas de medicina en el país. Williams se clasificó primera por la Asociación Nacional de Scouts Colegiados, que clasifica a las universidades sobre la base de las tasas de graduación estudiante atleta, la fuerza académica y la capacidad atlética. Entre las cinco primeras con el Amherst College, el Middlebury College, la Universidad de Washington en St. Louis, y la Universidad de Stanford. Williams ocupó el sexto lugar después de la Universidad de Yale, Princeton, Harvard, Stanford y Brown en el ranking de la revista Newsweek en el ranking de "Brainiac" a las universidades que medían el éxito de los alumnos en ganar las becas Rodas, Marshall y Truman.

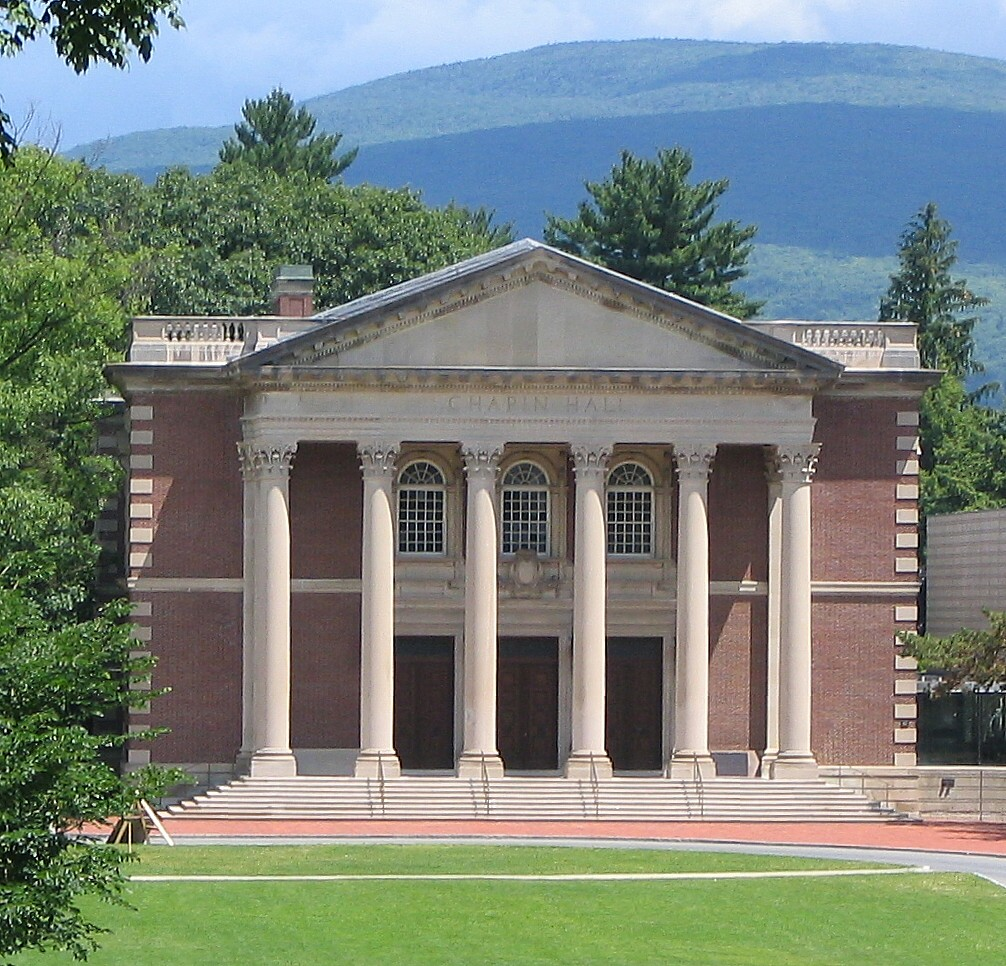
Chapin Hall en el Williams College.

### Estilos de Oxford y Cambridge
Uno de los rasgos distintivos de una educación de Williams sigue el modelo de los sistemas de tutoría, Oxford y Cambridge, lo cual es raro en la educación superior en Estados Unidos. A pesar de que las tutorías en Williams estaban destinadas originalmente a alumnos de segundo ciclo, la facultad votó en 2001 para ampliar el programa de tutoría. En la actualidad existe una variada oferta de clases particulares, que abarca muchas disciplinas, incluyendo las matemáticas y las ciencias, que atienden a estudiantes de todos los años. En el período 2009-2010, 62 tutoriales estaban disponibles en 21 departamentos. La inscripción para las clases tiene un tope de 10 estudiantes, que luego son divididos en cinco parejas que se reúnen por separado con el profesor una vez por semana. Cada semana, uno de los estudiantes escribe y presenta un documento de 5 a 7 páginas, mientras que es criticado por los otros alumnos de la misma clase. El mismo par invierte los roles para la siguiente semana. El profesor tiene un papel más limitado que en una clase magistral tradicional, y por lo general permite a los estudiantes dirigir y orientar el rumbo de la conversación.
Las evaluaciones de los estudiantes del curso que ingresan en las tutorías suelen ser muy elevadas en su nivel. En una encuesta de alumnos que habían tomado clases particulares, más del 80% encontraron sus tutoriales como "el más valioso de mis cursos" en Williams.

## Personas

### Cuerpo estudiantil
|                             | Estudiantes | Censo de EE. UU. |
| --------------------------- | ----------- | ---------------- |
| Americanos blancos          | 63.7%       | 65.8%            |
| Afroamericanos              | 9.8%        | 12.1%            |
| Asiáticos Americanos        | 10.7%       | 4.3%             |
| Hispanos en EE. UU.         | 8.6%        | 14.5%            |
| Nativos norteamericanos     | 0.3%        | 0.9%             |
| Estudiantes internacionales | 6.7%        | (N/A)            |

Williams ha matriculado 2.173 estudiantes de pregrado y 54 estudiantes graduados en el 2010. En 2010, las mujeres constituían el 51,8% de los estudiantes de pregrado y el 61% por ciento de los estudiantes de posgrado. Aunque el 50% de los estudiantes reciben ayuda basada en necesidad financiera, sólo 273 estudiantes (14%) de los estudiantes califican para recibir Becas Pell (Pell Grants). Williams tiene una tasa de retención de estudiantes de primer año 97% y un 91% de cuatro años en su tasa de graduación.
Williams College recibió 7.030 solicitudes, admitió solamente a 1.215 (17,3%), de las cuales se matricularon 548 alumnos (45,1%) para la Clase de 2015 (caída de inscripción 2011). El 89% de los estudiantes se graduó en la décima parte de sus compañeros de instituto y el rango intercuartílico en el SAT fue 670-760 para la lectura, 670-760 para las matemáticas, y 660-760 para la escritura.

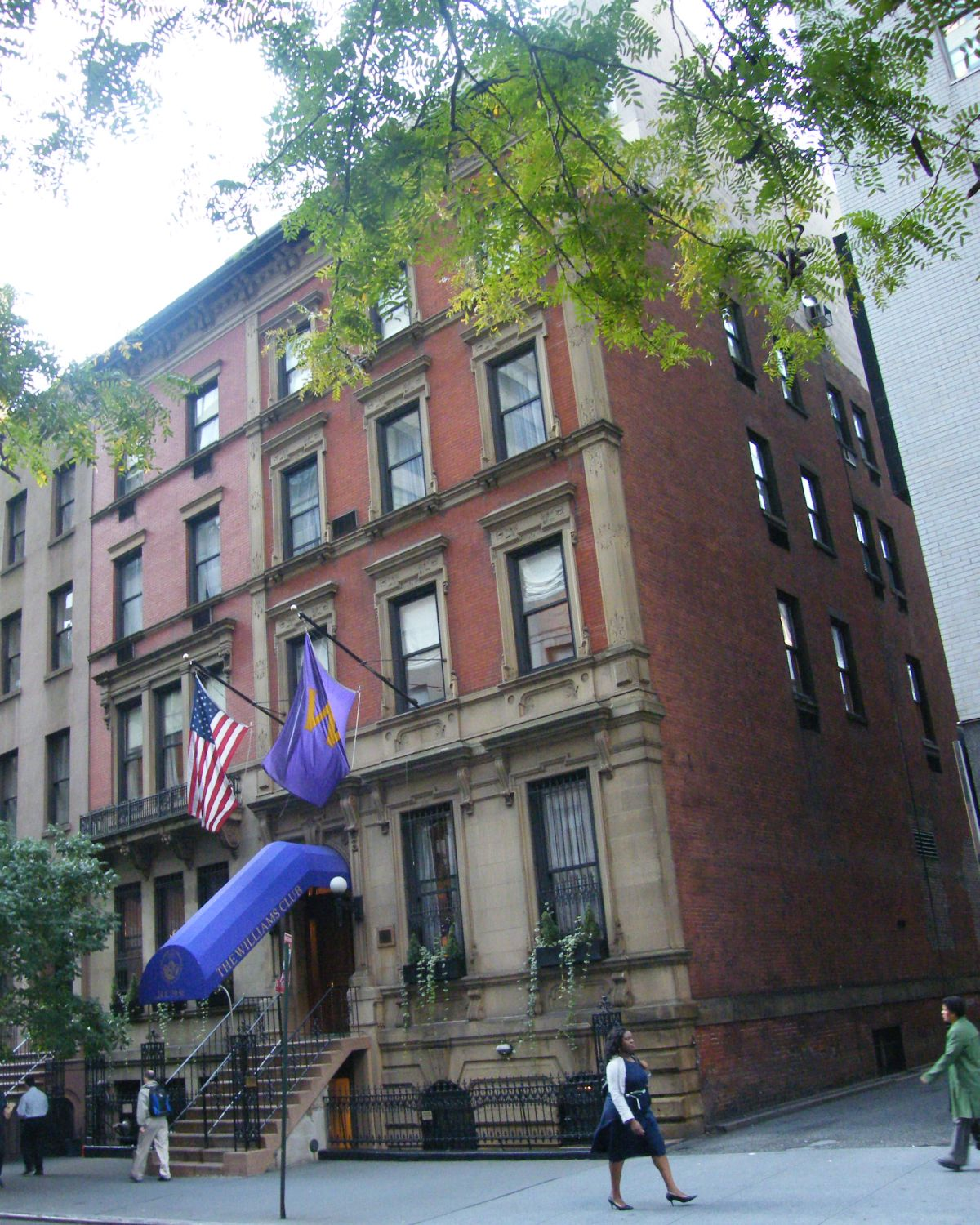
Williams Club.

### Alumnos
La Sociedad de Alumnos del Williams College es la más antigua sociedad de alumnos existente en cualquier institución académica en los Estados Unidos. La Sociedad de Alumnos fue fundada durante la "crisis de Amherst" en 1821, cuando el Presidente Zephaniah Swift Moore dejó el Williams College. Los graduados de Williams formaron la Sociedad para asegurarse de que Williams no tendría que cerrar, y recaudaton suficiente dinero para asegurar la supervivencia futura de la universidad.